# Chronologie du jeu vidéo
 (janvier 2024).
 (janvier 2016).
Si vous disposez d'ouvrages ou d'articles de référence ou si vous connaissez des sites web de qualité traitant du thème abordé ici, merci de compléter l'article en donnant les références utiles à sa vérifiabilité et en les liant à la section « Notes et références ».
La chronologie du jeu vidéo retrace les moments clef de l'histoire du jeu vidéo.

## Genèse du jeu vidéo
- 1947 : Le Cathode-ray tube amusement device est le premier jeu interactif connu ;
- 1950 : Bertie the Brain est un ordinateur qui permet de jouer au tic-tac-toe contre l'intelligence artificielle.
- 1951 : L'ordinateur Nimrod est conçu pour affronter les humains aux jeux de Nim.
- 1952 : Le programme de tic-tac-toe OXO du britannique A.S. Douglas est le premier jeu à proposer des graphismes numériques[1].
- 1958 : Tennis for Two de l'américain William Higinbotham est le premier jeu informatique dans lequel deux joueurs humains peuvent s'affronter, il est également le premier à simuler un sport.
- 1962 : Spacewar!, développé au MIT est le premier jeu basé sur le contrôle d'un objet (un vaisseau) représentant le joueur à l'écran (appelé plus tard avatar), c'est aussi le premier jeu de tir et le premier jeu à contenir des effets sonores.
- 1968 : Ralph Baer achève son prototype Brown Box, la première console de jeux vidéo, future Odyssey.
- 1971 en jeu vidéo : Galaxy Game est le premier jeu vidéo requérant des pièces de monnaie pour fonctionner ; Computer Space est le premier jeu produit en série.

## Naissance de l'industrie vidéoludique en 1972
- 1972 en jeu vidéo :
  - L'américain Atari distribue Pong, le tout premier jeu vidéo à rencontrer un véritable succès commercial.
  - L'Odyssey est la première console de jeux vidéo commercialisée.
- 1973 en jeu vidéo :
  - Space Race d'Atari est le premier jeu de course publié. Il s'agit d'un jeu d'arcade.
- 1974 en jeu vidéo :
  - dnd est souvent considéré comme l'un des premiers rogue-like et un précurseur des jeux vidéo de rôle (ou RPG).
  - Wander est le premier jeu vidéo d'aventure. Développé par Peter Langston, il pré-date de 2 ans Colossal Cave Adventure de William Crowther
  - Premiers jeux en vision subjective (la caméra est censée représenter ce que voit l'avatar) : Maze War et Spasim.
  - Rebound d'Atari Inc. est le premier jeu vidéo de volley-ball.
  - Gran Trak 10 d'Atari Inc. est l'un des premiers exemples de jeu de course.
- 1976 en jeu vidéo :
  - Colossal Cave Adventure de l'américain William Crowther propose d'interagir dans une aventure entièrement littéraire. Il s'agit de la première fiction interactive[2].
  - Breakout d'Atari est le premier casse-brique.
- 1977 en jeu vidéo :
  - Sortie de l'Atari VCS, connu par la suite sous le nom d'Atari 2600. La console leader de sa génération avec 30 millions d'unités vendues.
- 1978 en jeu vidéo :
  - Space Invaders du Japonais Tomohiro Nishikado connaît un véritable engouement au Japon[3].
- 1979 en jeu vidéo :
  - Akalabeth: World of Doom de l'Américain Richard Garriott constitue l'un des premiers exemples de jeu vidéo de rôle.

## Années 1980
- 1980 en jeu vidéo :
  - Pac-Man de Namco connaît un gros succès et devient l'un des jeux les plus connus au monde
  - Rogue est le second rogue-like à être commercialisé. Il popularise le genre.
  - Space Panic du Japonais Universal constitue le premier jeu de plates-formes[4].
- 1981 en jeu vidéo :
  - Donkey Kong du Japonais Shigeru Miyamoto popularise le jeu de plates-formes. Il introduit les personnages de Donkey Kong et Mario (alors appelé Jumpman), deux futures licences de premier ordre pour Nintendo.
- 1982 en jeu vidéo :
  - Gunpei Yokoi de Nintendo invente et utilise pour la première fois la croix directionnelle pour ses jeux électroniques Game and Watch.
  - Utopia de l'américain Don Daglow est précurseur des jeux de gestion de ville.
- 1983 en jeu vidéo :
  - Le krach du jeu vidéo de 1983 entraîne une période difficile pour l'industrie naissante du jeu vidéo en Amérique du Nord.
  - Ultima III de Richard Garriott apporte de nombreuses innovations et influence grandement le jeu vidéo de rôle.
  - Nintendo sort la Famicom au Japon (connue sous le nom de Nintendo Entertainment System en Occident), la machine qui dominera la troisième génération de consoles de jeux vidéo avec un total de 61 millions d'unités vendues.
  - La fiction interactive Dragon's Lair de Cinematronics est l'un des premiers jeux sur Laserdisc. Il propose un gameplay inédit et des graphismes proches du dessin animé.
- 1984 en jeu vidéo :
  - King's Quest: Quest for the Crown est le premier jeu d'aventure animé.
  - Knight Lore est le premier jeu d'aventure en vue isométrique, donnant l'une des premières impressions de 3D.
- 1985 en jeu vidéo :
  - La Nintendo Entertainment System (NES) est la première console japonaise à sortir en Amérique du Nord. Elle permet peu à peu au marché américain de sortir de la crise et marque le début de l'exportation du jeu vidéo japonais.
  - Super Mario Bros. de Shigeru Miyamoto est la killer app de la NES avec plus de 40 millions d'exemplaires écoulés et reste pendant plus de 20 ans le jeu le plus vendu de l'histoire. Il se pose en modèle dans le genre du jeu de plates-formes.
- 1986 en jeu vidéo :
  - The Legend of Zelda de Nintendo est le premier jeu vidéo console célèbre à intégrer une pile pour la sauvegarde. Les deux véritables premiers étant un jeu de Mahjong et un RPG de Taito: Mirai Shinwa Jarvas, sortis seulement au Japon[5].
  - Dragon Quest du Japonais Chunsoft est le premier jeu vidéo de rôle sur console.
- 1987 en jeu vidéo :
  - Maniac Mansion de Lucasfilm Games (futur LucasArts) propose un nouveau type de gameplay pour les jeux d'aventure.
  - Metal Gear du Japonais Hideo Kojima est souvent considéré comme le premier jeu d'infiltration.
- 1987 en jeu vidéo :
  - Sortie du CD ROM ROM system sur PC-Engine, première console à voir un périphérique CD apparaître comme extension.
- 1989 en jeu vidéo :
  - Sortie de la Game Boy, une console portable de Nintendo qui connaîtra un succès colossal avec 118 millions d'unités écoulées. Elle modifie grandement la manière de jouer.
  - Tetris et Super Mario Land (respectivement 35 et 14 millions d'unités vendues) de Nintendo sont les killer app de la Game Boy.
  - SimCity de l'américain Will Wright popularise la simulation de gestion de ville. C'est l'un des premiers jeux popularisant un gameplay sans objectif et laissant au joueur la possibilité de créer et détruire les éléments selon sa volonté.

## Années 1990
- 1990 en jeu vidéo :
  - Sortie de la Super Famicom (ou Super Nintendo en Occident) de Nintendo, la console leader de sa génération avec 49 millions d'unités écoulées.
  - Super Mario World est la killer app de la Super Nintendo et le jeu le plus vendu des consoles de jeux vidéo de quatrième génération avec 20 millions d'unités vendues. Il innove dans le domaine du jeu de plates-formes.
  - Le Solitaire inclus dans Microsoft Windows va devenir l'un des jeux vidéo les plus connus au monde. Il développe le jeu occasionnel sur PC.
- 1991 en jeu vidéo :
  - Civilization de Sid Meier connaît une grande popularité. Il innove dans le domaine des jeux de stratégie au tour par tour.
  - Street Fighter II du Japonais Capcom innove et influence grandement le jeu de combat en 2D.
- 1992 en jeu vidéo :
  - Wolfenstein 3D initie le jeu de tir à la première personne (FPS) avec des graphismes sophistiqués sur PC.
  - Sortie d'Alone in the Dark du Français Infogrames Entertainment, un jeu d'aventure en 3D précurseur du genre survival horror.
  - Dune II popularise le jeu de stratégie en temps réel.
- 1993 en jeu vidéo :
  - Doom popularise le jeu de tir à la première personne. Il introduit une forte composante gore au genre.
  - Sortie de Myst de l'Américain Cyan Worlds sur Mac, qui innove dans le domaine du jeu d'aventure. Avec 6 millions d'unités écoulées, il est le jeu sur micro-ordinateurs le plus vendu à cette époque.
  - Virtua Fighter de Sega est le premier jeu de combat entièrement en 3D.
- 1994 en jeu vidéo :
  - Sony entre sur le marché des constructeurs de consoles en lançant la PlayStation. Elle deviendra rapidement la machine phare des consoles de jeux vidéo de cinquième génération avec 100 millions d'unités vendues. Elle contribue à élargir le public chez les adolescents.
- 1995 en jeu vidéo :
  - L'Electronic Entertainment Expo (E3) est le premier salon consacré entièrement au jeu vidéo.
- 1996 en jeu vidéo :
  - Premières sorties de Pokémon de Nintendo, un jeu de rôle destiné au jeune public qui deviendra en moins de dix ans la seconde plus grosse franchise de l'histoire des jeux vidéo. Le gameplay est basé sur la collection et l'élevage de nombreuses créatures imaginaires. La licence relance la Game Boy.
  - Resident Evil de Capcom reprend les codes, le gameplay, l'ambiance, voire certains lieux, du jeu PC Alone in the Dark, édité 4 ans auparavant par la société française Infogrames et popularise ce genre jusqu'alors sous-exploité: le survival horror.
  - Quake de l'Américain John Carmack est le premier FPS entièrement en 3D.
  - La manette de la Nintendo 64 est la première à proposer un stick analogique destiné à être dirigé au pouce. Cette innovation sera reprise par tous les principaux concurrents.
  - Super Mario 64 de Nintendo est la killer app de la Nintendo 64 et le jeu le plus vendu de la cinquième génération de consoles. Il pose les bases du jeu de plates-formes en 3D et influence grandement tout le gameplay des jeux en 3D.
- 1997 en jeu vidéo :
  - Premiers tournois de jeu vidéo professionnels.
  - Final Fantasy VII du Japonais Square connaît un grand succès. Il contribue grandement à l'exportation du RPG console hors du Japon (et particulièrement en Europe) et aide Sony à asseoir la domination de sa PlayStation.
  - The Legend of Zelda: Ocarina of Time de Nintendo reçoit des critiques dithyrambiques. Il est encore aujourd'hui le produit le mieux noté de l'histoire des jeux vidéo[6].
  - Ultima Online de l'Américain Origin Systems popularise le MMORPG.
  - Avec le Rumble Pack pour la Nintendo 64, Nintendo apporte la vibration aux manettes de jeux.
- 1998 en jeu vidéo :
  - Half Life de l'Américain Valve Software influence beaucoup le jeu de tir à la première personne.
  - Sortie du jeu de stratégie en temps réel (RTS) PC jouable en ligne Starcraft de l'Américain Blizzard Entertainment. Avec 11 millions d'unités vendues, il s'agit du jeu le plus vendu sur PC à cette date. Il deviendra rapidement un phénomène de société en Corée du Sud.
  - La Dreamcast de Sega est la première console à proposer une connexion à internet en série.
- 1999 en jeu vidéo :
  - Le jeu de tir à la première personne PC en ligne Counter-Strike connaît un énorme succès. Il restera pendant plusieurs années le jeu le plus joué en ligne. Il est emblématique du développement des mods (modifications et dérivés d'un jeu créés par les joueurs).
  - Shenmue de Sega introduit un gameplay nouveau dans les jeux d'aventure. Il est le jeu au coût de développement le plus élevé de son temps avec un total de 70 millions de dollars.

## Années 2000
- 2000 en jeu vidéo :
  - Sortie de la PlayStation 2 de Sony, qui devient la console leader de la sixième génération et la machine la plus vendue de l'histoire des jeux vidéo avec 155 millions d'unités écoulés. Elle contribue à imposer le format DVD de Sony et développe le marché des jeux vidéo chez les jeunes adultes ;
  - Les Sims de Will Wright popularise le jeu de simulation sociale (en) ;
  - Les premiers World Cyber Games à Séoul marquent généralement l'émergence du sport électronique et du pro-gaming. Les jeux les plus populaires de ce domaine seront les RTS Starcraft et Warcraft III de Blizzard, ainsi que les FPS Counter Strike et Quake III ;
  - Phantasy Star Online de Sega est généralement considéré comme le premier véritable jeu en ligne massivement multijoueur sur console ;
  - Jet Set Radio et Fear Effect sont les premiers jeux à utiliser le cel-shading, une technique permettant d'obtenir un jeu au rendu proche du dessin animé avec des personnages en 3D ;
  - Shogun : Total War mélange les genres de stratégies en alternant tour par tour et temps réel ;
- 2001 en jeu vidéo :
  - Microsoft entre sur le marché des consoles de salon en sortant sa Xbox ;
  - Le FPS Halo: Combat Evolved de Bungie se vend avec 50 % des Xbox[7] ;
  - Grand Theft Auto III de Rockstar pose les bases du GTA-like en 3D et popularise le genre ;
- 2002 en jeu vidéo :
  - Sega se retire du marché des constructeurs de console.
  - Sortie de Warcraft III de Blizzard. Il devient rapidement le RTS le plus populaire sur internet ;
- 2003 en jeu vidéo :
  - La plate-forme de téléchargement Steam de Valve initie et popularise la distribution des jeux en téléchargement via internet sur micro-ordinateur ;
  - Prince of Persia : les Sables du temps d'Ubisoft innove et influence la composante plate-forme des jeux en 3D ;
  - La N-Gage est le premier essai de convergence entre une console de jeu et la téléphonie mobile ;
- 2004 en jeu vidéo :
  - La console portable Nintendo DS propose une maniabilité tactile. La console connaît un succès colossal et devient avec plus de 154 millions d'unités écoulées la machine la plus vendue de la septième génération de consoles ;
- 2005 en jeu vidéo :
  - World of Warcraft, un MMORPG de Blizzard, connaît en quelques années un succès sans précédent avec plus de dix millions de joueurs actifs dans le monde. Les énormes rentrées d'argents qu'apportent le titre attirent la convoitise des concurrents voyant le nombre de MMORPG augmenter fortement les années suivantes ;
  - Programme d'entraînement cérébral du Dr Kawashima et Nintendogs de Nintendo sur DS connaissent d'énormes succès et contribuent à élargir le marché du jeu vidéo ;
- 2006 en jeu vidéo :
  - La Wii est la nouvelle console de salon de Nintendo. Elle devient la machine de salon leader de sa génération avec 106 millions d'unités écoulées. Elle ouvre le jeu vidéo à un public beaucoup plus large, souvent appelé casual gamer (« joueur occasionnel ») ;
  - Wii Sports est la killer app devient le jeu vidéo le plus vendu de l'histoire avec 82 millions d'unités écoulées[8] ;
  - Les nouvelles consoles développent fortement les services en ligne. Le jeu sur internet, le téléchargement de jeux en ligne, nouveaux et anciens, ainsi que divers services deviennent des normes. Les consoles de salon se muent en stations multimédia, notamment grâce à la mémoire morte embarquée en série ;[Interprétation personnelle ?]
- 2007 en jeu vidéo :
  - Le programme d'entraînement physique Wii Fit de Nintendo connaît un gros succès avec 23 millions d'unités vendues. Comme plusieurs produits de la firme, il contribue à élargir le marché vers les adultes ;
- 2009 en jeu vidéo :
  - La Zeebo brésilienne est la première console qui n'utilise aucun support physique pour la vente de ses jeux. Ils sont distribués uniquement en téléchargement.

## Années 2010
- 2011 en jeu vidéo :
  - le jeu bac à sable Minecraft avec plus de 25 millions de téléchargements, reste régulièrement dans le top 10 des jeux les plus vendus de l'année durant au moins les quinze années suivantes, avec notamment des pics en 2019 et 2023 ;
- 2016 en jeu vidéo :
  - le jeu sur mobile Pokémon Go explose les records de téléchargement dans le monde entier, atteignant rapidement les 100 millions de téléchargements seulement un mois après son lancement, en obtient 1 milliard au total ;
  - Red Dead Redemption II de Rockstar Games, est le jeu vidéo le plus cher de l'histoire, avec environ 600 millions de dollars de coûts de développement;
- 2017 en jeu vidéo
  - Fortnite devint un jeu-phénomène générationnel chez les jeunes adolescents notamment pendant au moins quelques années.

## Années 2020
- 2020 en jeu vidéo
  - Dû au confinement dans de nombreux pays, de nombreux jeux sortis en 2020 deviennent très joués, et parfois par des néophytes du jeu vidéo[9].